# تشانينج إي. فيليبس
تشانينج إي. فيليبس هو سياسي أمريكي، ولد في 23 مارس 1928 في بروكلين في الولايات المتحدة، وتوفي في 11 نوفمبر 1987 في نيويورك في الولايات المتحدة. نشط حزبياً في الحزب الديمقراطي.